# Les Temps Modernes
Les Temps modernes és una revista política, literària i filosòfica, fundada per Jean-Paul Sartre l'octubre de 1945. Pren el nom de la pel·lícula Modern Times de Charlie Chaplin. Aquesta revista es considera com una de les tres revistes de l'esquerra independent més influents de la segona meitat del segle xx, al costat de l'americana Monthly Review creada per Paul Sweezy i la britànica New Left Review.
El comitè director en fou creat el 1944. El formaven Raymond Aron, Simone de Beauvoir, Michel Leiris, Maurice Merleau-Ponty, Albert Olivier, Jean Paulhan i Jean-Paul Sartre. André Malraux i Albert Camus ho refusaren, per raons diverses.
Durant els anys seixanta i setanta va adquirir força prestigi, però els seus punts de vista es van estancar i les xifres de venda van baixar considerablement després que la direcció fos assumida per Claude Lanzmann, el qual li donà una orientació política molt proisraeliana, tot excloent els altres punts de vista.